# Karta Różnorodności
Karta Różnorodności (ang. diversity charter) – międzynarodowa inicjatywa mająca na celu promowanie różnorodności i równych szans w zatrudnieniu, bez względu na płeć, rasę, orientację seksualną, pochodzenie etniczne, wiek, niepełnosprawność czy religię.

## Opis inicjatywy
Karta jest dobrowolnym, pisemnym zobowiązaniem sygnatariusza (przedsiębiorstwa lub instytucji publicznej) do wdrożenia rozwiązań na rzecz równego traktowania i różnorodności w miejscu pracy. Sygnatariusz podejmuje się m.in. przeciwdziałania mobbingowi i dyskryminacji w miejscu pracy, zapewnienia równości w zakresie wynagrodzenia, dostępu do pracy, awansów i szkoleń, prowadzenia wśród pracowników i współpracujących z nim podmiotów promocji i edukacji w zakresie promocji różnorodności. Z założenia zobowiązania podjęte poprzez podpisanie Karty Różnorodności wykraczają poza obowiązujące w tym zakresie ustawodawstwo, są jednak całkowicie dobrowolne, nie mają mocy prawnej, a ich przestrzeganie monitorowane jest na podstawie danych dostarczonych przez samych sygnatariuszy.

## Historia
Pomysł stworzenia Karty Różnorodności pierwszy raz pojawił się w styczniu 2004 r. w raporcie francuskiego think tanku Institut Montaigne. Na podstawie raportu 22 października 2004 r., z inicjatywy Claudea Bébéara i Yazida Sabega, trzydziestu trzech sygnatariuszy podpisało Charte de la diversité en entreprise – pierwszą tego rodzaju w Europie. W następnych latach podobne karty zostały przyjęte w Hiszpanii, Austrii, Niemczech, Szwecji, Belgii i we Włoszech. 14 lutego 2012 r. Kartę Różnorodności przyjęto także w Polsce. Począwszy od 2004 r. narodowe Karty Różnorodności podpisało ponad 5000 podmiotów (stan na 2010). Inicjatywa Karty Różnorodności jest wspierana i finansowana przez Unię Europejską. Planowane jest także przyjęcie kart w Luksemburgu, Wielkiej Brytanii, Danii, Holandii, Bułgarii, Rumunii, Finlandii, Norwegii i Grecji.